# Emova Group
Emova Group, anciennement Groupe Monceau Fleurs, est spécialisé dans la distribution de végétaux d’intérieur.

## Histoire

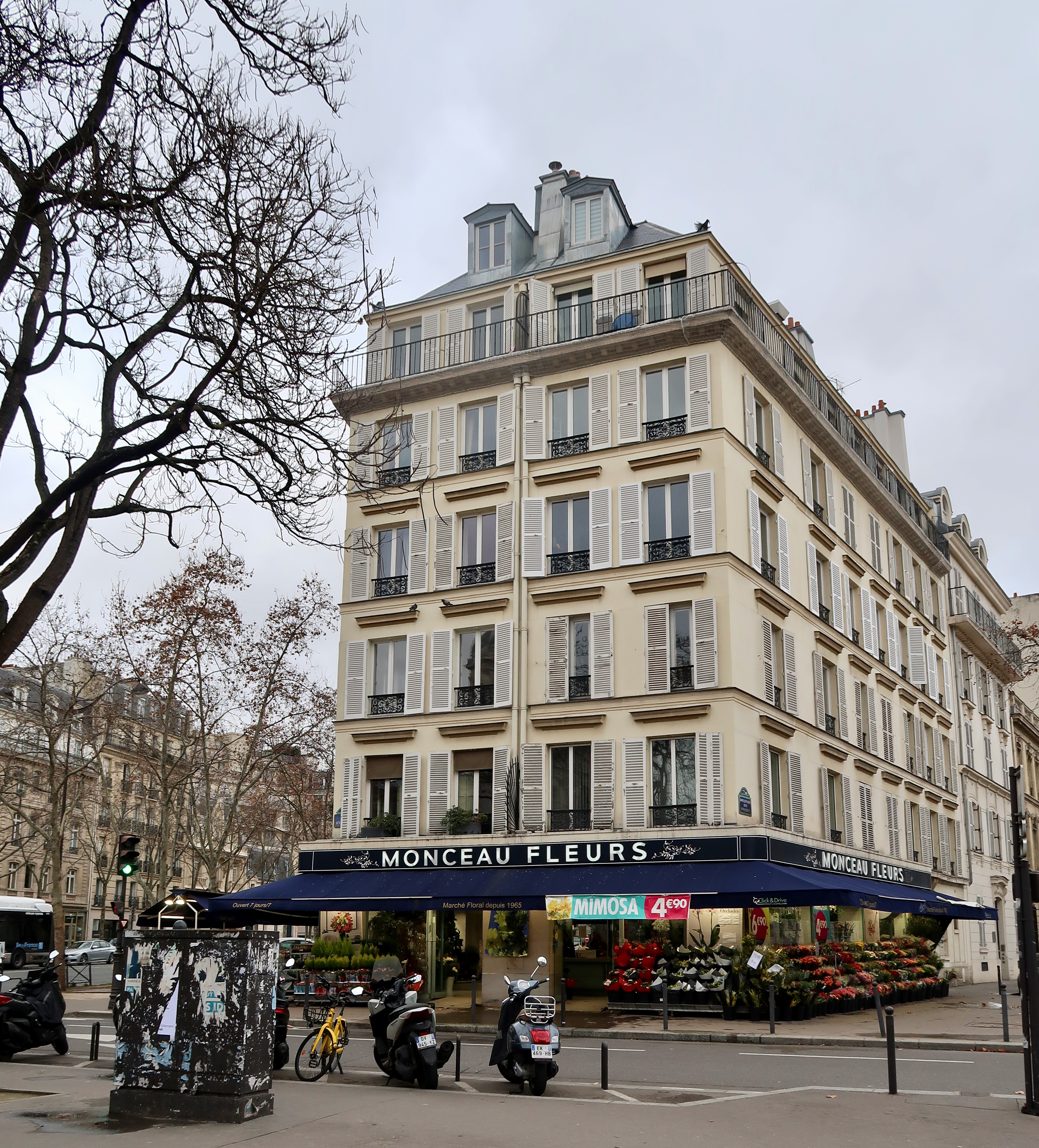
Magasin Monceau Fleurs, 34 boulevard des Invalides et place André-Tardieu (7e arrondissement de Paris).

Laurent Merlino, un fleuriste horticulteur de Nice crée un concept de vente de fleurs en libre-service qui permet aux clients de choisir leurs fleurs et de créer eux-mêmes leur bouquet. Le premier magasin de l’enseigne ouvre au printemps 1965, boulevard Malesherbes à Paris, en face du parc Monceau dont il porte le nom,.
En 1970, Raphaël Amar, gendre de Laurent Merlino, rejoint l’entreprise. En 1985, la Compagnie financière Edmond de Rothschild entre au capital.
En 1996, Laurent Amar, fils de Raphaël Amar intègre la société et devient PDG en 1997.
En 1998, les fondateurs lancent le système de franchise avant de racheter 100 % de Monceau Fleurs en 2001 à la Compagnie financière Edmond de Rothschild,. Le concept se développe en province.
En 2006, le groupe ouvre son centième magasin et crée l’enseigne Happy, une franchise de vente de fleurs en libre-service low cost. En 2007, le groupe s’introduit en bourse sur le marché Alternext  et lève 32 millions d'euros. L’année suivante, il rachète, pour 17 millions d'euros, Rapid’Flore, une enseigne accessible de vente de fleurs au détail pour les petites et moyennes agglomérations.
Après une phase de croissance non maîtrisée de 2008 à 2010, le groupe frôle la faillite et demande à entrer dans une procédure de sauvegarde en 2011,. 
En 2013, le fonds d’investissement Perceva prend le contrôle du Groupe en rachetant 80,5% de sa capitalisation et nomme Laurent Pfeiffer à la présidence du Directoire.
En 2015, le Groupe Monceau Fleurs décide changer de nom. Afin de rassembler toutes ses enseignes sous un seul nom, il devient Emova Group, avec trois marques / enseignes.
En mai 2016 Emova Group rachète Au nom de la rose créé par la chanteuse Dani,.
La période fin 2016 début 2017, signe la sortie anticipée du Groupe Emova de la procédure de sauvegarde. Le changement de gouvernance est opéré et Bruno Blaser devient Président du Directoire.
En septembre 2018, le groupe a fait l’acquisition de Bloom’s (pure player Internet) venant ainsi compléter le portefeuille de marques et renforcer son offre digitale[source insuffisante]. L'entreprise fermera ses portes en 2022.

## Activité
Le groupe est organisé autour de 4 enseignes aux positionnements distincts :
- Monceau Fleurs (Proximité)
- Au nom de la rose (Spécialiste de la rose premium/ citadin)
- Cœurs de  Fleurs (Accessible)
- Happy (Innovation/urbain)